# Go Into Your Dance
Go Into Your Dance (alternativ: Casino de Paris) ist ein US-amerikanisches Filmdrama aus dem Jahr 1935 nach dem gleichnamigen Roman von Bradford Ropes.

## Handlung
Der Broadwaystar Al Howard macht sich durch seine Wettleidenschaft bei seinen Agenten unbeliebt und wird so gut wie nicht mehr engagiert. Mit seiner Schwester Molly reist Al nach Mexiko. Molly trifft dort ihre alte Freundin, die Tänzerin Dorothy Wayne und bittet sie mit Al ein Showduo zu bilden. Zuerst ist Molly skeptisch, doch schon bald sind Dorothy und Al in Chicago erfolgreich.
Dorothy verliebt sich in Al. Doch als sie merkt, dass Al ihre Gefühle nicht erwidert, will sie die Zusammenarbeit beenden. Al bittet sie zu bleiben, er will einen Nachtclub am Broadway eröffnen. Molly macht Al mit Duke bekannt. Duke, ein Gangster, will den Club mitfinanzieren, damit seine Frau Luana eine Plattform für ihr Showcomeback hat. Dorothy warnt Al vor eine Affäre mit Luana, doch Al flirtet immer weiter mit ihr. Duke gibt Al 30.000 Dollar für die Eröffnung. Doch Al nutzt das Geld um Molly, die eines Mordes angeklagt und festgenommen worden ist, freizubekommen.
Al weist Luanas Avancen zurück, die wütend Duke erzählt, dass der Club nicht wie geplant öffnen wird. Duke schickt seine Leute aus, die Al umbringen sollen. Im letzten Augenblick ist Molly freigesprochen und das Geld zurück in Als Händen. Der Club eröffnet mit seinen Shows, die zu einem großen Erfolg werden. Duke versucht, seine Leute zurückzuholen, doch die eifersüchtige Luana übergibt den Männern die Nachricht nicht. Al wird klar, dass er Dorothy liebt und verabredet sich mit ihr zum Abendessen. Als die beiden den Club verlassen, sieht Dorothy die Killer und wirft sich schützend vor Al. Sie wird getroffen, Al hält sie in seinen Armen und gesteht ihr seine Liebe. Ein Arzt erklärt, dass Dorothy überleben wird. Als Club wird zu einem Erfolg.

## Hintergrund
Die Premiere hatte der Film am 20. April 1935.
Die Produktion von Warner Bros., eine Mischung aus Musical und Kriminalfilm, war der einzige Film, in dem das Ehepaar Jolson/Keeler gemeinsam auftrat. Al Dubin und Harry Warren, die Komponisten einiger der Filmsongs, hatten einen kleinen Gastauftritt.

## Kritiken
Frank S. Nugent von der New York Times befand, Al Jolsons Präsenz bringe den Film in die sichere Zone der musikalischen Unterhaltung. In seiner Abwesenheit neige sich die Aufmerksamkeit des Zuschauers dazu, herumzuirren. Variety bezeichnete den Film hingegen als eine großzügige Produktion, energisch inszeniert und annehmbar unterhaltend. Pem attestierte dem Film in Der Morgen – Wiener Montagblatt: „Die splendide Revue ist modern mit Kriminalität aufgepulvert. Man hört zwei gute Schlager und freut sich der Sauberkeit der Mittel, der Mache und des Vergnügungszwecks. Anspruchslos, aber gekonnt.“

## Auszeichnungen
Bei der Oscarverleihung 1936 war Bobby Connolly in der Kategorie Beste Tanzregie für den Oscar nominiert.